# Johannes ten Heuvelhof

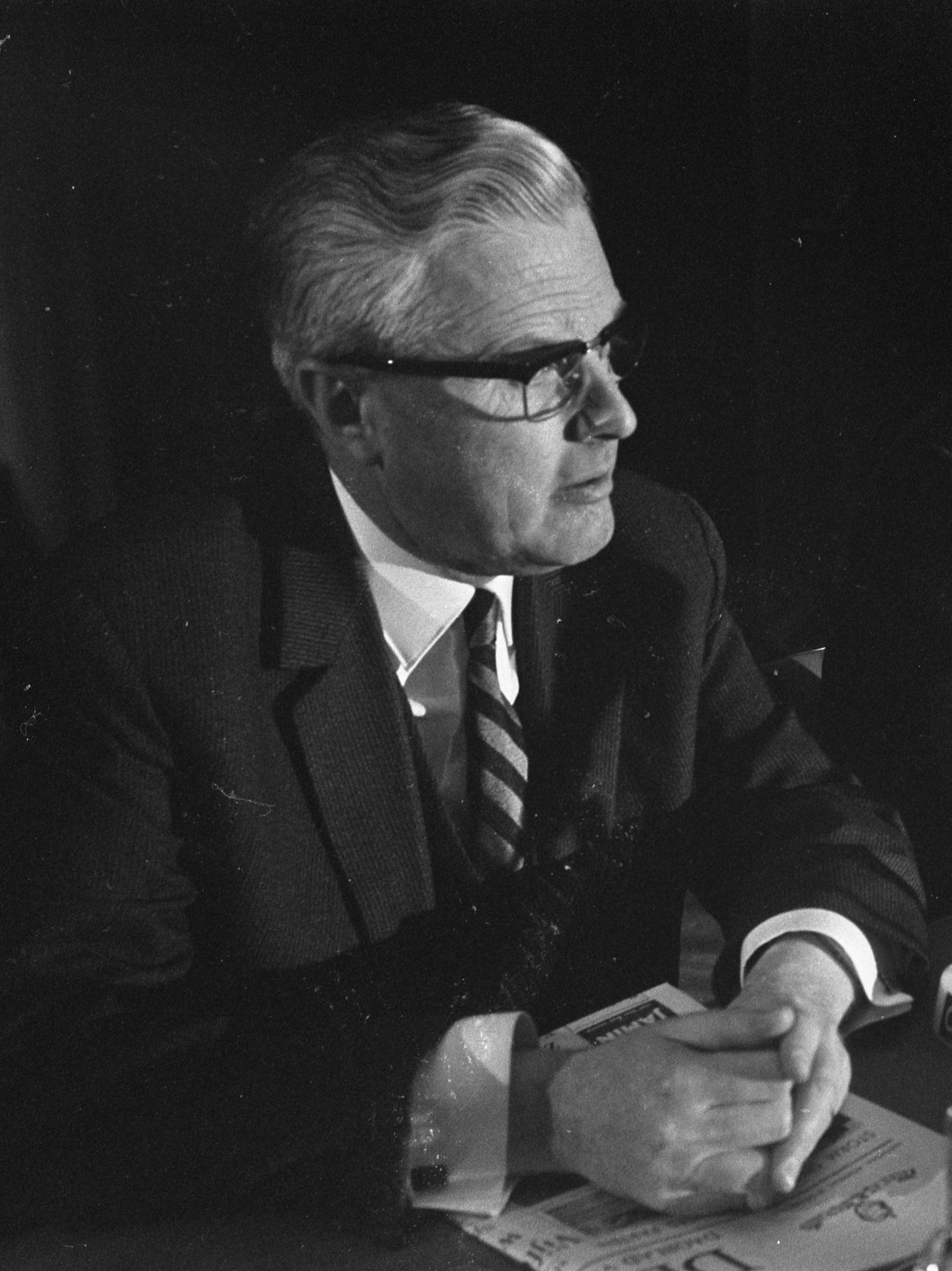
Johannes ten Heuvelhof (1967)

Johannes ten Heuvelhof (Zaandam, 20 november 1918 – Leidschendam, 5 februari 2003) was een Nederlands politicus van de ARP en later het CDA.
Hij was een kleermakerszoon en nog geen twee maanden na zijn geboorte verhuisde het gezin naar Rotterdam. Toen hij 4 jaar was overleed zijn vader waarop moeder moest gaan werken. Na de mulo begon hij zijn loopbaan als jongste bediende bij een galanterieënzaak en in 1938  trad hij in dienst bij de gemeente Rotterdam waar hij ging werken op de afdeling comptabiliteit. Begin 1947 werd hij de penningmeester van de Nederlandse Christelijke Bond van Overheidspersoneel (NCBO) en in 1959 volgde hij daar Pieter Kapinga op als voorzitter. Daarnaast was hij gemeenteraadslid en wethouder in Leidschendam. In mei 1970 werd Ten Heuvelhof de burgemeester van Hazerswoude wat hij tot zijn pensionering eind 1983 zou blijven. Daarna is hij nog voorzitter geweest van zowel de plaatselijke ruilverkaveling als van de Protestants Christelijke Ouderenbond (PCOB). In Hazerswoude werd de Hoogheemraadsweg officieel omgedoopt in de Burgemeester ten Heuvelhofweg. Ten Heuvelhof overleed begin 2003 op 84-jarige leeftijd.